# Église Saint-Germain de Fontenay-près-Vézelay
L'église Saint-Germain de Fontenay-près-Vézelay est une église située à Fontenay-près-Vézelay, en France.

## Localisation
L'église est située dans le département français de l'Yonne, sur la commune de Fontenay-près-Vézelay.

## Historique
L'édifice est inscrit au titre des monuments historiques en 1988.